# Eritrodisestesia palmo-plantare

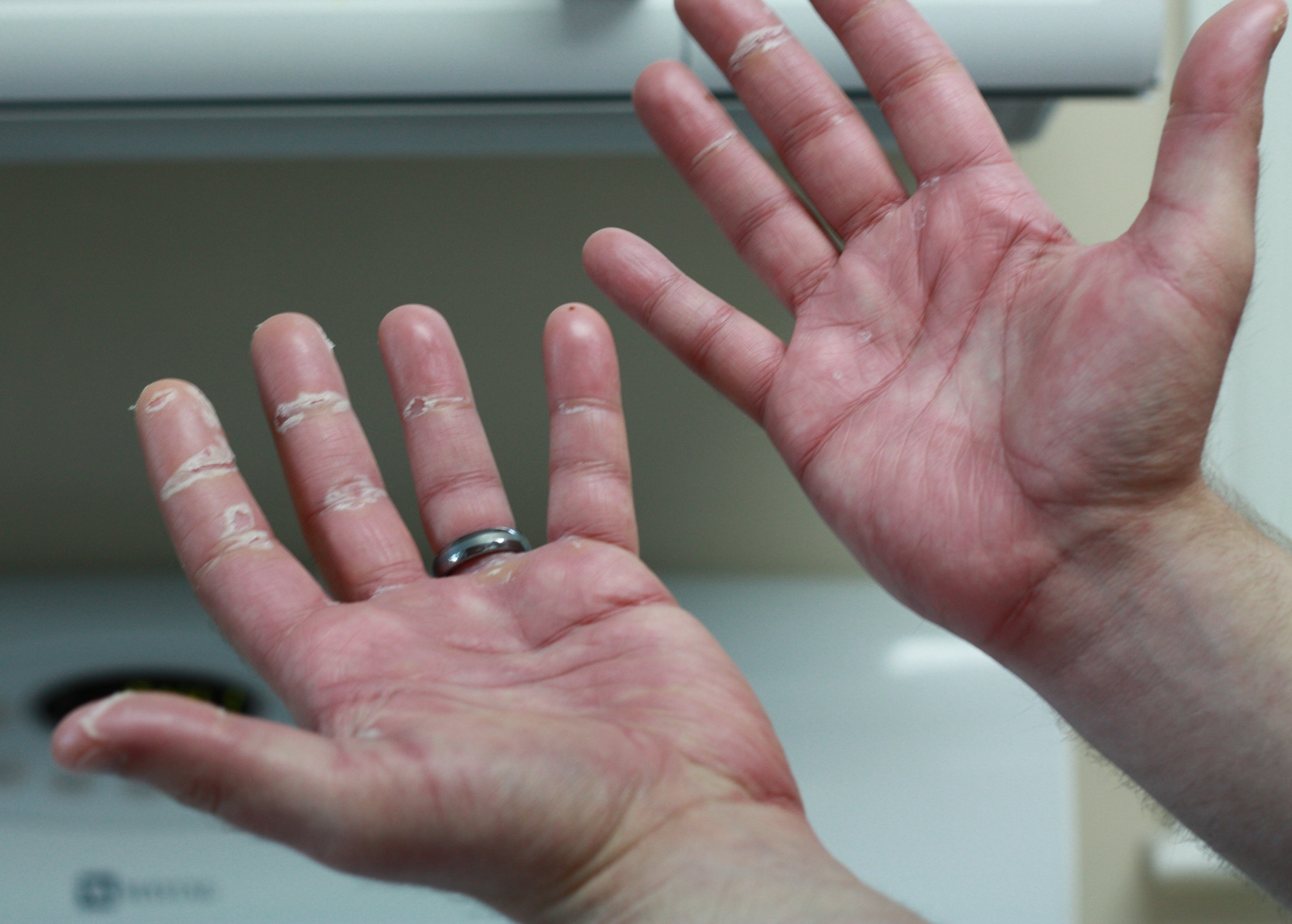
Segni di sindrome mano-piede in paziente in terapia con capecitabina

L'eritrodisestesia palmo-plantare (EPP), conosciuta più comunemente come “sindrome mano-piede” (SMP), è un frequente effetto collaterale causato da alcuni farmaci antitumorali.
Si caratterizza per un insieme di segni e sintomi che coinvolgono i palmi delle mani e la pianta dei piedi, cui talora si associano anche disturbi a carico degli annessi cutanei, come le unghia.
Tra i farmaci che possono causare tale effetto collaterale vi sono sia alcuni chemioterapici convenzionali (p.es. 5-fluorouracile, capecitabina, doxorubicina) sia alcuni degli innovativi farmaci inibitori dei recettori del fattore di crescita dell'endotelio vascolare (p.es. Dabrafenib, Erlotinib, Lenvatinib, Sorafenib, Sunitinib, Trametinib).
Nelle forme causate da chemioterapici la sindrome esordisce con la comparsa di parestesia ai palmi delle mani o alla pianta dei piedi, dapprima lieve, alla quale fanno seguito sensazione di intorpidimento, bruciore, in alcuni rari casi vero e proprio dolore. La pelle si arrossa progressivamente, diventa secca, con una maggiore tendenza allo sviluppo di piccole ferite superficiali che tardano a cicatrizzare; qualche volta, soprattutto a livello dei piedi, si può notare anche la comparsa di aree di ipercheratosi. Nei casi più severi le alterazioni sono tali da interferire con il normale svolgimento delle comuni attività quotidiane. Alla sospensione della chemioterapia, i sintomi tendono a risolversi nell'arco di qualche settimana senza complicazioni permanenti.
Nelle forme causate da inibitori dei VEGFR la sindrome si manifesta perlopiù sotto forma di lesioni ipercheratosiche con un alone infiammatorio, che possono poi evolvere in bolle dure con perdita della pelle; tali alterazioni tendono a concentrarsi maggiormente nelle zone di pressione, appoggio e di sfregamento come i talloni, oppure su calli e duroni pre-esistenti. Possono anche svilupparsi arrossamento e secchezza della cute.